# トルティーヤ・チップス

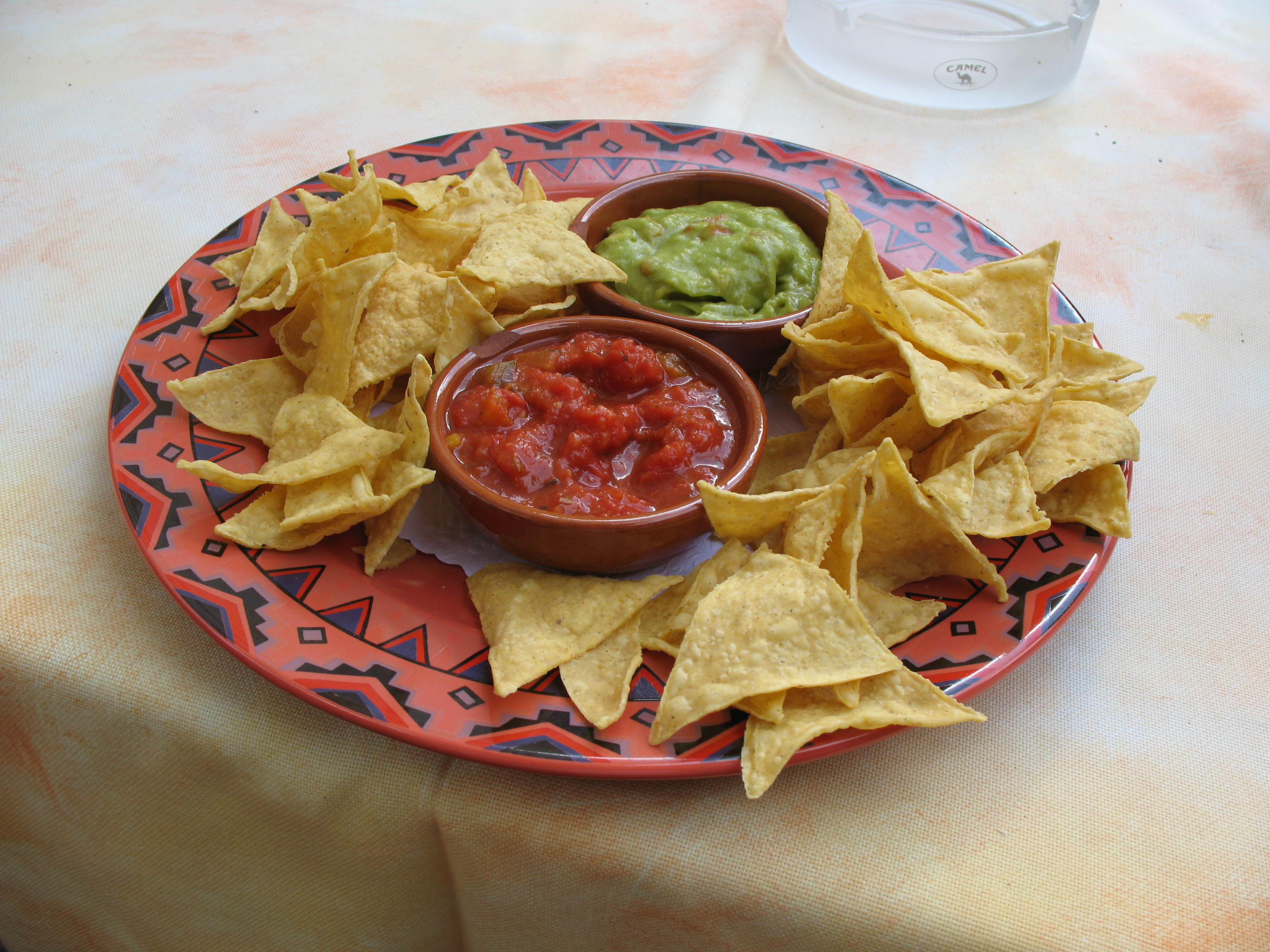
皿に盛られたトルティーヤ・チップスとディップ

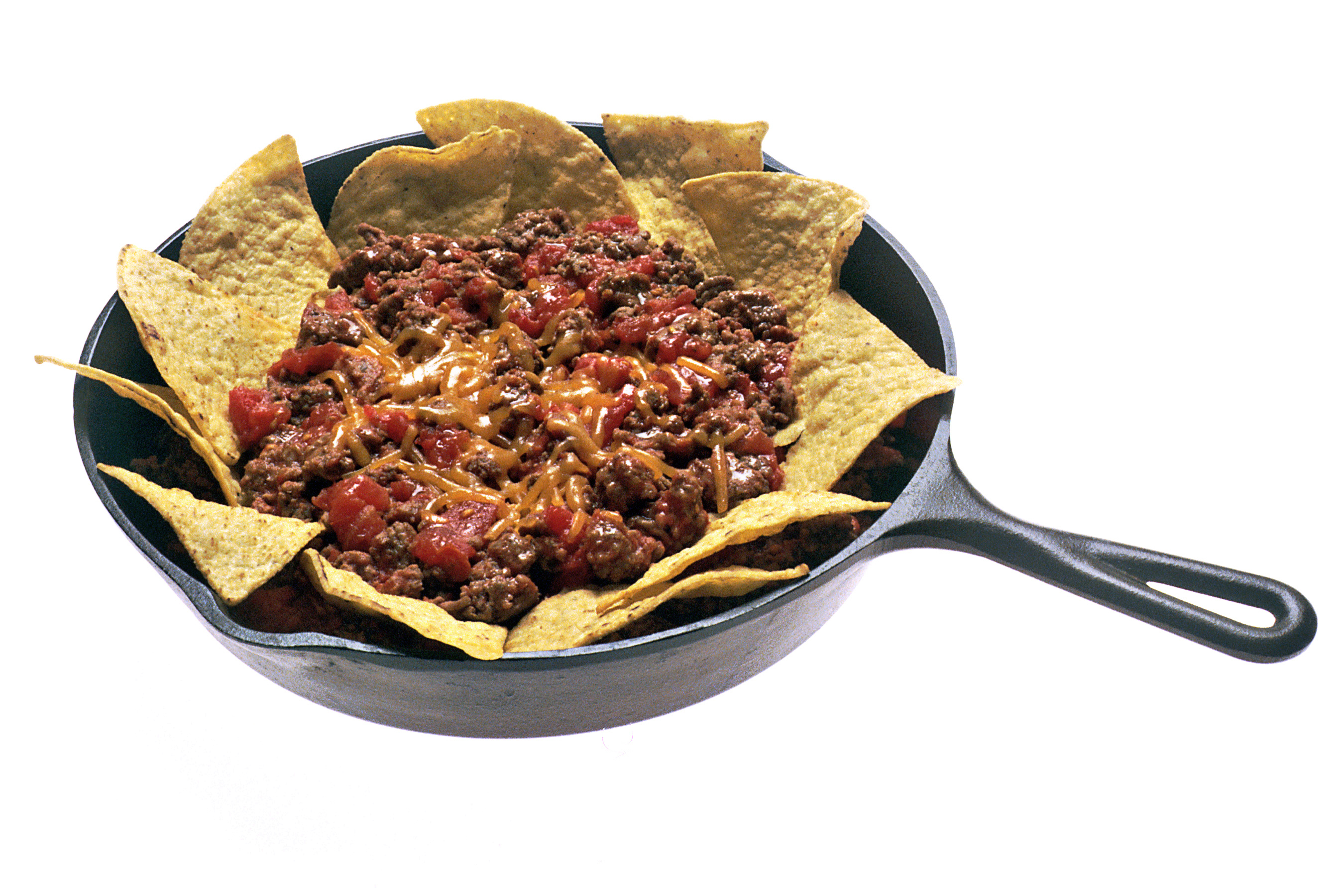
皿に盛られたトルティーヤ・チップス

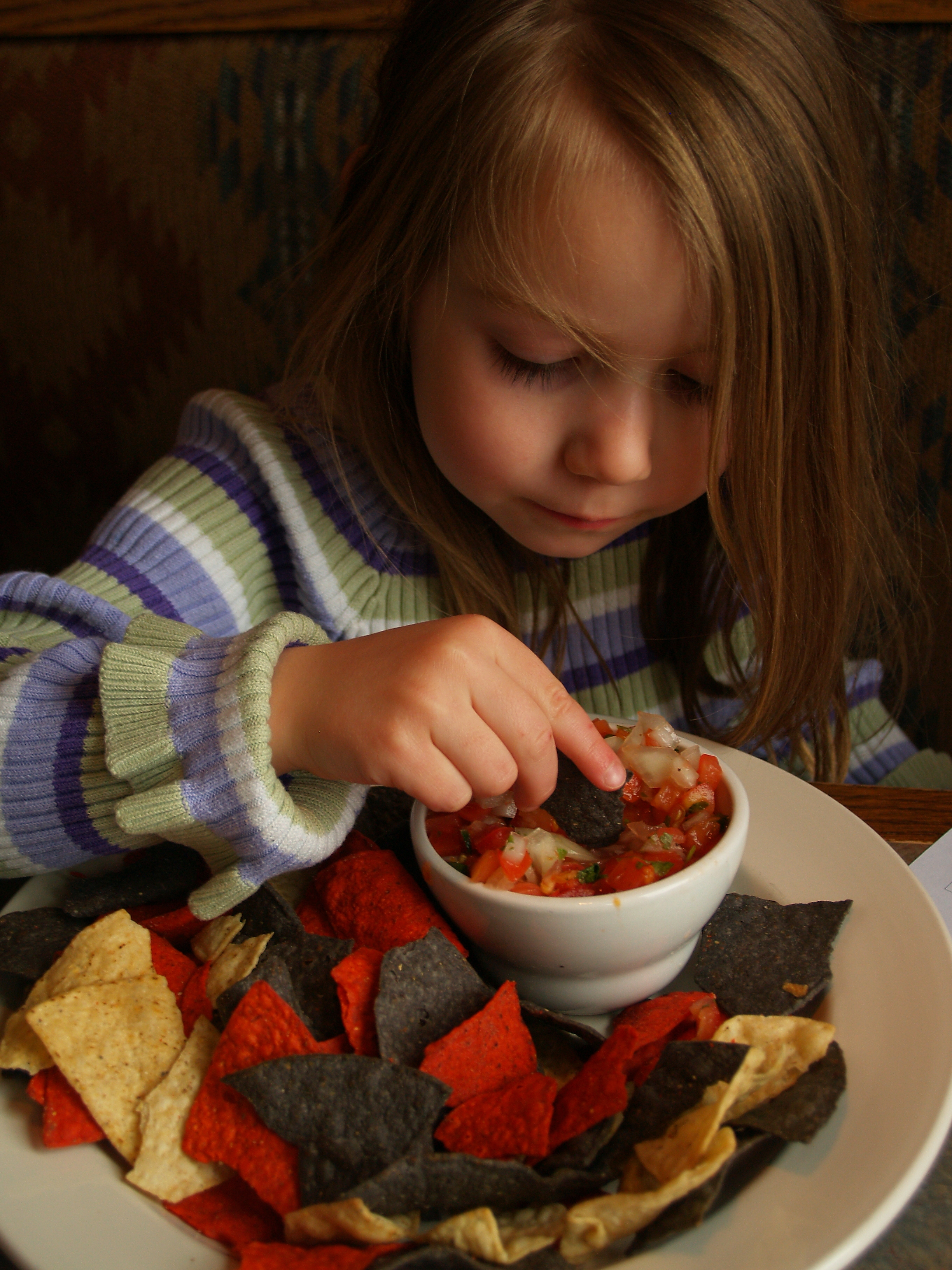
皿に盛られたトルティーヤ・チップス

トルティーヤ・チップス(英: Tortilla chip)は、トウモロコシのトルティーヤをくさび型にカットして揚げた、または焼いたスナック。それぞれトウモロコシのマサ（生地）を型抜きした薄板を、揚げたまたは焼いたもの。トウモロコシのトルティーヤは、トウモロコシ、植物油、塩および水で作られる。最初に大量生産されたのは1940年代後半のロサンゼルスであるにもかかわらず、トルティーヤ・チップスは、トトポスまたはトスターダとして知られるメキシコ料理だと認識されている。通常は黄色いトウモロコシから作られるが、白、青、または赤いトウモロコシから作ることもできる。大量生産されたものには、それ以外の原料が含まれていることがある（小麦粉、砂糖、グルタミン酸ナトリウム等）。

## 歴史
三角形のトルティーヤ・チップスは、レベッカ・ウェッブ・カランサ (Rebecca Webb Carranza) によって考案された。カランサの家族がロサンゼルスにトルティーヤ工場を立ち上げた際に、大量の不良品を作り出してしまったことが始まりだった。カランサは失敗作のトルティーヤをいくらか家に持ち返ると、三角形に切り、揚げたものをホームパーティに出してみた。これが訪問客に大好評だったため、商売になるとカランサは気づいたのだった。それから1袋10セントで売り出したものが、今日ではトルティーヤ・チップスとして広まったのである。1994年にカランサはそのメキシコ料理産業への貢献に対してゴールドトルティーヤ賞を受賞した。

## テクス・メクス料理とメキシコ料理
トルティーヤ・チップスは、アメリカ合衆国などのテクス・メクス料理およびメキシコ料理のレストランでは典型的、ときには補助的なアペタイザーである。カリフォルニアの外での知名度は1970年代末に安定して上昇し、20世紀の最初の3分の4の間は最良のディッピングチップスであったところのコーンチップスと競合しはじめた。通常は、サルサ、チリコンケソまたはワカモレといったディップを添えて提供される（チップス・アンド・サルサという）。ディップが付かない場合はチップスそのものがハーブまたはスパイスで調味されている。
トルティーヤ・チップスは今では世界どこでも入手可能だが、アメリカ合衆国は主要なマーケットの一つである。トルティーヤ・チップスの商業的なブランドには、フィリアスフォッグ、トスティートス、ドリトスそしてドンタコス（日本）がある。
トルティーヤ・チップスを使った料理にナチョスがある。1943年にイグナシオ・“ナチョ”・アナヤによってはじめて作られたナチョスはトルティーヤ・チップスに融かしたまたは卸したチーズをかけたものである。ただし、しばしばその他のトッピングが追加されたり、入れ替わる。例えば、肉、サルサ（ピコ・デ・ガヨ）、リフライドビーンズ、ワカモレ、サワークリーム、刻みタマネギ、オリーブ、およびハラペーニョのピクルス。さらに手の込んだナチョスはしばしば少し焼いて卸しチーズを溶かす。

## コーンチップス
トルティーヤ・チップスに似たトウモロコシスナックに、コーンチップスがある。コーンチップスはトルティーヤから作るものではない。特定の形（だいたいは匙形）に成形したコーンミールから作る。フリートスはこの例である。トルティーヤ・チップスとコーンチップスの違いは、トルティーヤ・チップスのトウモロコシはニシュタマリゼーションとして知られる処理、すなわち生のトウモロコシを生石灰で処理する工程を経ていることである。
なお、オーストラリアとオセアニアではトルティーヤ・チップスとコーンチップスはどちらも「コーンチップス」と呼ばれることに注意。トルティーヤチップスの主な市場は、ポテトチップス（クリスプ）の範疇にくくられる。